# Da Möb
Da Möb (Damöb) är en svensk-fransk animerad komedi-TV-serie som ursprungligen sändes på SVT 2002-2003. Den är skapad av Magnus Carlsson och Peder Ernerot och producerad av Happy Life, Millimages och Quintus Animation. Totalt omfattar serien 26 avsnitt à 22 minuter. Två DVD-skivor med vardera fyra avsnitt har producerats.
Handlingen kretsar kring den talanglösa hiphoptrion "Da Möb" och deras tröstlösa kamp att slå igenom.

## Medlemmar
- Rooster, bandets rappare, gitarrist och självskrivna ledare. Han är egentligen en överklasslyngel, som har tagit alla hiphop-klyschor på för stort allvar. När motgångarna är som värst går han in på sin toalett och pratar med 2Pacs ande. Dubbas på svenska av Gustave Lund.

- Bob rappar och spelar bas. Egentligen är han mer intresserad av sitt hår och utseende än av musiken. Bob är olyckligt kär i Roosters lillasyster. Hans svenska röst görs av Magnus Uggla.

- Klas-Göran ”K.G.” är bandets beatbox och spelar trummor. Han är den ende i bandet, som har något slags musikalisk talang, men hans kraftiga övervikt, dåliga självförtroende och lojalitet med DaMöb hindrar honom från framgångar. Hans svenska röst görs av Jonas Leksell.

## Avsnitt
1. Celeber Guldfeber
2. Beats, Rhymes & videoband
3. I just called to say I love you
4. Beatsen som Gud glömde
5. En tupp i fårakläder
6. Maos Lilla Tjocka
7. Mimar bäst som mimar sist
8. Hoppa Hiphopen
9. Kvacksalveri i Maskopi
10. Pigg på Iggy
11. En Hip Hop saga
12. En Cowboy till farsa
13. Bobs Barm
14. MC Sara in Da House
15. Den ofrivillige tjejtjusaren
16. Flugor i trumpeten
17. Ett Hip Hop Upplopp
18. Lagens långa näsa
19. Morsor på stan
20. No Tupac, No cry
21. En Teddy för mycket
22. KG's död, Möbens bröd
23. Den fjärde dåren
24. Ebenholtz vrede
25. Dr. Lår
26. En oförtjänt betjänt

## Svenska röster
- Rooster - Gustave Lund
- Bob - Magnus Uggla
- KG - Jonas Leksell
- Maurice - Björn Granath
- Sara - Gabriella Wegdell
- Herr Byron - Jonas Bergström
- Fru Byron - Irene Lindh
- Bodil - Claire Wikholm
- Tupac - Chauser Pascal